# Caecognathia abyssorum
Caecognathia abyssorum is een pissebed uit de familie Gnathiidae. De wetenschappelijke naam van de soort werd in 1872 voor het eerst geldig gepubliceerd door Georg Ossian Sars.